# Elecciones parlamentarias de Marruecos de 2016
Elecciones generales se celebraron en Marruecos el 7 de octubre de 2016.  El gobernante Partido de la Justicia y el Desarrollo siguió siendo el mayor partido, ganando 125 de los 395 escaños en la Cámara de Representantes, una ganancia de 18 escaños en comparación con las elecciones de 2011.
Saadeddine Othmani fue nombrado Primer ministro de Marruecos por el Rey Mohamed VI y formó su gabinete el 5 de abril de 2017.

## Resultados
| Partido                                                             | Distrito electoral | Distrito electoral | Distrito electoral | Lista nacional | Lista nacional | Lista nacional | Lista nacional | Total escaños | +/–   |
| Partido                                                             | Votos              | %                  | Escaños            | Votos          | %              | Escaños        | Escaños        | Total escaños | +/–   |
| Partido                                                             | Votos              | %                  | Escaños            | Votos          | %              | Mujeres        | Juventud       | Total escaños | +/–   |
| ------------------------------------------------------------------- | ------------------ | ------------------ | ------------------ | -------------- | -------------- | -------------- | -------------- | ------------- | ----- |
| Partido de la Justicia y el Desarrollo                              | 1,571,659          | 27.14              | 98                 | 1,618,963      | 27.88          | 18             | 9              | 125           | +18   |
| Partido de la Autenticidad y Modernidad                             | 1,205,444          | 20.82              | 81                 | 1,216,552      | 20.95          | 14             | 7              | 102           | +55   |
| Partido Istiqlal                                                    | 621,280            | 10.73              | 35                 | 620,041        | 10.68          | 7              | 4              | 46            | –14   |
| Agrupación Nacional de los Independientes                           | 558,875            | 9.65               | 28                 | 544,118        | 9.37           | 6              | 3              | 37            | –15   |
| Movimiento Popular                                                  | 409,085            | 7.06               | 20                 | 397,085        | 6.84           | 5              | 2              | 27            | –5    |
| Unión Socialista de Fuerzas Populares                               | 367,622            | 6.35               | 14                 | 359,600        | 6.19           | 4              | 2              | 20            | –19   |
| Partido del Progreso y el Socialismo                                | 279,226            | 4.82               | 7                  | 273,800        | 4.72           | 3              | 2              | 12            | –6    |
| Unión Constitucional                                                | 268,813            | 4.64               | 15                 | 263,720        | 4.54           | 3              | 1              | 19            | –4    |
| Federación de Izquierda Democrática                                 | 139,793            | 2.41               | 2                  | 164,575        | 2.83           | 0              | 0              | 2             | Nuevo |
| Movimiento Democrático y Social                                     | 74,472             | 1.29               | 3                  | 77,630         | 1.34           | 0              | 0              | 3             | +1    |
| Alianza de Pacto y Restauración                                     | 49,040             | 0.85               | 0                  | 51,906         | 0.89           | 0              | 0              | 0             | Nuevo |
| Frente de las Fuerzas Democráticas                                  | 51,945             | 0.90               | 0                  | 49,360         | 0.85           | 0              | 0              | 0             | –1    |
| Partido de Medio Ambiente y Desarrollo Sustentable                  | 35,645             | 0.62               | 0                  | 35,167         | 0.61           | 0              | 0              | 0             | –2    |
| Partido Unión y Democracia                                          | 20,240             | 0.35               | 1                  | 23,574         | 0.41           | 0              | 0              | 1             | 0     |
| Nuevo Partido Demócrata                                             | 17,003             | 0.29               | 0                  | 19,284         | 0.33           | 0              | 0              | 0             | Nuevo |
| Partido del Renacimiento y la Virtud                                | 15,522             | 0.27               | 0                  | 14,955         | 0.26           | 0              | 0              | 0             | 0     |
| Partido de la Libertad y Justicia Social                            | 10,811             | 0.19               | 0                  | 14,735         | 0.25           | 0              | 0              | 0             | –1    |
| Partido de la Independencia Democrática                             | 13,097             | 0.23               | 0                  | 13,418         | 0.23           | 0              | 0              | 0             | 0     |
| Partido del Renacimiento                                            | 11,194             | 0.19               | 0                  | 12,710         | 0.22           | 0              | 0              | 0             | Nuevo |
| Partido de la Esperanza                                             | 7,747              | 0.13               | 0                  | 9,117          | 0.16           | 0              | 0              | 0             | 0     |
| Partido Laborista                                                   | 2,910              | 0.05               | 0                  | 7,228          | 0.12           | 0              | 0              | 0             | –4    |
| Partido del Centro Social                                           | 6,156              | 0.11               | 0                  | 6,977          | 0.12           | 0              | 0              | 0             | 0     |
| Unión Marroquí para la Democracia                                   | 5,266              | 0.09               | 0                  | 6,379          | 0.11           | 0              | 0              | 0             | 0     |
| Partido de la Sociedad Democrática                                  | 3,046              | 0.05               | 0                  | 5,110          | 0.09           | 0              | 0              | 0             | 0     |
| Partido de Reforma y el Desarrollo                                  | 16,501             | 0.28               | 0                  | –              | –              | –              | –              | 0             | 0     |
| Partido de la Izquierda Verde                                       | 13,389             | 0.23               | 1                  | –              | –              | –              | –              | 1             | 0     |
| Partido Nacional Democrático                                        | 5,115              | 0.09               | 0                  | –              | –              | –              | –              | 0             | 0     |
| Independientes                                                      | 9,656              | 0.17               | 0                  | –              | –              | –              | –              | 0             | 0     |
| Votos nulos/en blanco                                               |                    | –                  | –                  |                | –              | –              | –              | –             | –     |
| Total                                                               | 5,790,552          | 100                | 305                | 5,806,004      | 100            | 60             | 30             | 395           | 0     |
| Votantes registrados/participación                                  | 15,702,592         |                    | –                  | 15,702,592     |                | –              | –              | –             | –     |
| Fuente: CEC (Votos) Le Matin (Total de escaños, Escaños de mujeres) |                    |                    |                    |                |                |                |                |               |       |

## Consecuencias
Después de las elecciones, Khalid Adnoun, portavoz del Partido de la Autenticidad y Modernidad (PAM), descartó unirse a un gobierno de coalición, lo que obligó al Partido de la Justicia y el Desarrollo (PJD) a asociarse con múltiples partidos pequeños para obtener una mayoría. El 10 de octubre, Abdelilah Benkirane fue nombrado Primer ministro de Marruecos por el Rey Mohamed VI de acuerdo con las reformas constitucionales de 2011 que exigían que el rey nombrara un primer ministro del partido que recibiera la mayor cantidad de votos. Sin embargo, Benkirane no pudo formar gobierno.
El 17 de marzo de 2017, Mohamed VI nombró a Saadeddine Othmani como primer ministro. El 25 de marzo de 2017, Othmani anunció que formaría una coalición conformada por el PJD, la Agrupación Nacional de los Independientes (RNI), el Movimiento Popular (MP), la Unión Constitucional (UC), el Partido del Progreso y el Socialismo (PPS) y la Unión Socialista de las Fuerzas Populares (USFP). Los miembros del gabinete se anunciaron el 5 de abril.